# Biernatówek
Biernatówek – kolonia w Polsce, w województwie opolskim, w powiecie głubczyckim, w gminie Głubczyce.
Do 2023 miejscowość była przysiółkiem wsi Biernatów.
Przez miejscowość przebiega droga wojewódzka nr 417.
W latach 1975–1998 przysiółek administracyjnie należał do ówczesnego województwa opolskiego.